# Windsor Park (Dominika)
Windsor Park – to wielofunkcyjny stadion w Roseau na Dominice. Służy również jako stadion narodowy i jest obecnie używany głównie dla meczów krykieta oraz piłki nożnej. Swoje mecze rozgrywają na nim reprezentacja Dominiki w piłce nożnej oraz drużyna piłkarska Centre Bath Estate FC. Stadion może pomieścić 12 000 widzów. Służy również jako miejsce narodowych imprez kulturalnych, takich jak Światowy Festiwal Muzyki Kreolskiej, Finały Konkursu Calypso i Miss Dominiki wśród wielu innych wydarzeń.